# 李植 (北朝)
李植（？—557年），西魏、北周官员，李远的儿子。
宇文泰任用他为相府司录参军，参掌朝政。周孝闵帝即位，李植为司会。宇文护执政，孝闵帝不满，与李植议杀宇文护，事泄，出李植为梁州刺史。宇文护废孝闵帝，召李远、李植还朝。李远恐有变，后来还是说：“大丈夫宁为忠鬼，安能作叛臣乎！”于是回到京师。宇文护想要保全功名素重的李远，对他说：“李公的儿子有异谋，非止屠戮护身，而是倾危宗社。”将李植交给李远。李远爱护李植有才，说自己没有异谋。李远去见宇文护，宇文护认为李植已死，对李远说：“阳平公来此何意？”左右对他说：“李植也在门外。”宇文护大怒：“阳平公不信我！”召其父子进入，命李远同坐，令孝闵帝与李植相对质于李远面前。李植辞穷，对孝闵帝说：“本为此谋，想要安社稷，利至尊。今日至此，何事云云。”李远听到后，说：“如果这样，真该万死。”于是宇文护杀害李植，逼李远自杀。建德元年，宇文护被杀，李远、李植被平反。